# Bush dell'Alaska

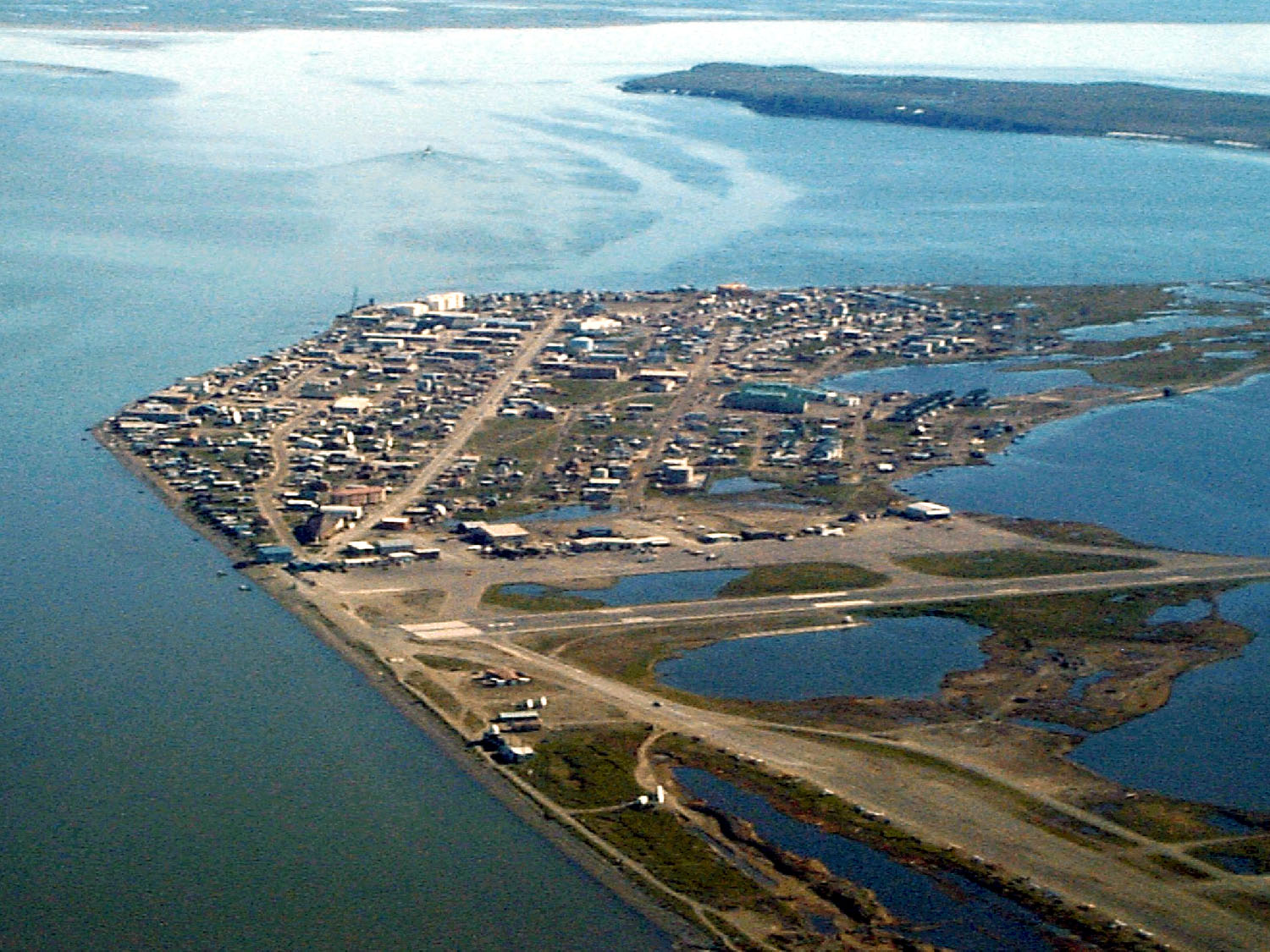
Kotzebue, una delle località dell'area The Bush

Con il termine Bush gli abitanti dell'Alaska indicano quelle parti dello Stato non raggiunte dalla rete stradale nordamericana.
La maggioranza della popolazione nativa dell'Alaska vive in queste zone secondo gli stili di vita dei loro antenati.
In queste zone sono inclusi Bethel, Dillingham, King Salmon, Nome, Barrow, Parco nazionale di Katmai, Isola Kodiak, Kotzebue, e Unalaska.
Non essendo collegate al sistema stradale, possono essere raggiunte tramite mezzi di trasporto alternativi, come piccoli aeroplani, motoslitte, barche o slitte trainate dai cani.